# Прасс, Натали
Натали Прасс (англ. Natalie Prass; род. 15 марта 1986) — американская певица и автор песен. 27 января 2015 года на лейблах Spacebomb и Columbia Records вышел её одноимённый дебютный альбом.

## Биография
Родилась в Кливленде, штат Огайо. Какое-то время проживала в Лос-Анджелесе, прежде чем её семья перебралась в Вирджиния-Бич, когда ей было три-четыре года. Песни начала сочинять ещё в первом классе, а в восьмом классе вместе с Мэттью И. Уайтом образовала школьную группу. Среднее образование она получила в Норфолкской общеобразовательной школе с художественным уклоном. После окончания обучения она поступила в Музыкальный колледж Беркли, где проучилась год до поступления в Государственный университет Среднего Теннесси в 2006 году. Там же она поступила на курсы написания песен.
В 2009 году она выпустила дебютный мини-альбом  Small & Sweet, а в 2011 году состоялся релиз второго мини-альбома Sense of Transcendence. После прослушивания ряда демозаписей, сделанных на iPhone, певица какое-то время была клавишницей гастрольной группы Дженни Льюис.
27 января 2015 года на лейблах Spacebomb и Columbia Records Натали выпустила свой одноимённый дебютный альбом. В своём обзоре журнал Pitchfork назвал его одним из «лучших новых альбомов». Продюсерами альбома выступили Мэттью И. Уайт и Трэй Поллард.
17 апреля 2015 года Натали появилась в 324 выпуске телешоу Later... with Jools Holland.
23 октября 2015 года певица анонсировала новый мини-альбом Side by Side. Его выход был запланирован на 20 ноября.
26 февраля 2018 Прасс выпустила сингл «Short Court Style». 1 июня того же года вышел второй студийный альбом The Future and the Past. Спустя месяц было объявлено, что она выступит на разогреве у Кейси Масгрейвс в рамках Oh, What a World Tour.

## Дискография
Более подробную дискографию см. в английском разделе.

### Альбомы
- Natalie Prass (2015)
- The Future And The Past[англ.] (2018)

### EP
- Small & Sweet (2009)
- Sense of Transcendence (2011)
- Side by Side (2015)